# Said Ali bin Said Omar
Saïd Ali bin Saïd Omar el Maceli al Ba Alawi a été le sultan de la Grande Comore et est mort le 10 février 1916 à Tamatave. Il est, officiellement d'après les accords signés avec la France , le seul sultan à avoir régné sur toute l'île. Il est le fils du sultan  Saidi Omar d'Anjouan, et de Moina Mkou ,il a été élevée en Grande Comore  et avait une admiration envers la culture française mais c'est en vertu du principe de matrilinéarité de la transmission des biens dans la culture comorienne qu'il reçoit le trône du sultanat de la Grande Comore . Il est le petit-fils de Saïd Achmet de Bambao.
Il accède au pouvoir vers 1875 à la mort de son grand-père assasiner  par Msafumu  , alors qu'il est à Mayotte où il a reçu une éducation de type européen. Il rentre à Moroni et fait valoir ses droits au Sultanat. Il fait assassiner le sultan Msafumu issu de la lignée royale des fwambaya en l’emprisonnant et en le privant de nourriture.

## Le savant et le sultan
Le botaniste Léon Humblot débarque en 1884 ; c'est un homme déterminé, aux manières affables. Le sultan l'apprécie et signe avec lui le 5 octobre 1885, en tant que sultan de toute la Grande Comore, un contrat lui offrant, en exclusivité, les terres que le sultan ne contrôlait pas   , avec une exonération de l'impôt. En outre Said Ali s'interdit de signer un protectorat avec une autre nation. Or des Allemands accostent également en 1884 et parviennent à faire hisser leur drapeau sur les hauteurs de Foumbouni. Humblot, y voyant une menace pour ses intérêts, va remplacer le drapeau. Alors que la Grande-Bretagne ne bouge pas, les Allemands soutiennent le sultan de Badjini Hachim bin Ahmed qui ne tarde pas à assiéger Moroni. Humblot part à Mayotte et essaie de convaincre le gouverneur d'intervenir, brandissant la menace allemandeet son contrat avec Said Ali. L'intervention implique la reconnaissance de souveraineté de Said Ali, en effet vis-à-vis des autres puissances européennes, la France ne peut intervenir militairement pour favoriser des intérêts privés. Le protectorat devient effectif et Weber est nommé résident, mais Said Ali préfère traiter avec Humblot, homme en qui il a confiance. En sus, Humblot et Weber semblent en conflit permanent, principalement pour ses exemptions de taxes.
Disposant de quelques officiers français et d'armes, il est impitoyable avec ses opposants. Djohar le surnomme Mapouwa zitswa, le coupeur de tête. Nombreux sont ceux qui préfèrent l'exil comme Al Maarouf.
En janvier 1886, en raison des incessants conflits militaires, la France proposa de réduire à 5 sultanats les douze sultanats traditionnels. Said Ali accepte le 24 juin 1886. Humblot est finalement nommé résident le 17 novembre 1889.

## La mainmise de la France
Le 19 novembre, une révolte est matée par les troupes de marine, après celle ayant eu lieu à Anjouan. Le 5 janvier 1892, la France propose de supprimer les cinq derniers sultanats pour créer le sultanat de la Grande Comore . La relation avec Humblot se détériorent et en 1893 Humblot est victime d'une tentative d'assassinat, sans que l'on puisse démontrer que le Sultan  Said Ali ait été le commanditaire.
Sans préavis, l'administration exile Said Ali bin Said Omar d'abord à Diégo-Suarez puis à La Réunion à partir de 1897. Humblot perd son poste. En 1908, les îles sont mises sous la tutelle du gouverneur de Madagascar et les résidents perdent leur pouvoir. Said Ali bin Said Omar toujours sultan de la Grande Comore  se tourne vers la justice et obtient raison en 1909. Le tribunal reconnait illégale sa destitution mais les autorités ne le laissent pas retourner en Grande Comore pour remonter sur le trône. Il obtient néanmoins une compensation pour ses pertes. Alors qu'il est en France, il cède officiellement son pouvoir le 3 février 1910. L'annexion officielle des Comores par la France est prononcée en 1912 et l'île intégrée à la colonie de Madagascar.
A sa mort  le 10 février 1916 son fils aîné le Prince Said Achmet Zaki né en 1887 lui succède avec pour nom en tant que monarque: Sultan Said Achmet Zaki ben Sultan Said Ali.